# カザミノ酸
カザミノ酸(Casamino acid)は、カゼインの酸加水分解から得られるアミノ酸といくつかの非常に小さなペプチドの混合物である。これは、通常、微生物培地に使用される。硫酸や塩酸で消化するとほとんど破壊されてしまうトリプトファンを除く全ての必須アミノ酸を含む。
カザミノ酸と似たものにトリプトンがある。後者はいくつかのオリゴペプチドを含む不完全な酵素加水分解であるのに対し、カザミノ酸は主として遊離アミノ酸である。

## 利用
カザミノ酸は、三種混合ワクチンDaptacelに含まれているか、またはその製造工程で使用されている。カザミノ酸は、カゼインの塩酸加水分解物であり、完全に加水分解されたタンパク質窒素源を供給する。少量のシスチンが含まれるが、トリプトファンとビタミンは、酸処理によって破壊される。残りのアミノ酸（含有量は様々である）は様々な微生物の栄養源として利用される。また高度に可溶性であり、組織培養における使用にも適している。塩含量は、典型的には30〜40％である。
外観：白色から薄黄褐色、均質な自由流動性粉末、溶解性（2％）、溶液中では無色から淡黄色で透明